# 第1自動車化狙撃兵師団 (国家人民軍)
第1自動車化狙撃兵師団（ドイツ語: 1. motorisierte Schützendivision, 1. MSD）は、国家人民軍地上軍（東ドイツ陸軍）が有した師団の1つである。

## 歴史

### 結成

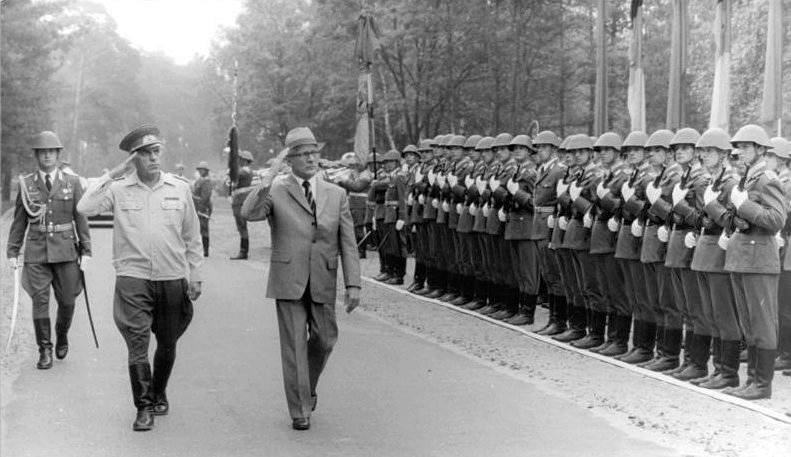
第3自動車化狙撃兵連隊を訪問したホーネッカー議長とシュテッヒバルト将軍。（1984年）

1956年4月30日、兵営人民警察のポツダム機械化機動隊(Mechanisierte Bereitschaft Potsdam)を母体とする第1機械化師団(1. Mechanisierte Division)が結成された。同年12月20日、師団は第1自動車化狙撃兵師団と改称される。
第1師団は1956年4月30日の結成と共に国家人民軍の軍旗(Truppenfahne)を受け取っており、これにより兵営人民警察から国家人民軍へ公的な改組を果たした最初の部隊となった。同年のメーデー記念式典におけるパレードにも参加した。

### ベルリンの壁
ベルリンの壁の建設に際し、第1師団は第8自動車化狙撃兵師団や在独ソ連軍(GSSD)などと共に、有事に備えた「予備部隊」(Sicherungsstaffel)として国境から1,000m地点に展開した。なお、国境最前線の警備は労働者階級戦闘団や国境警察（のちに国境警備隊）、人民警察などの部隊が担当した。
1961年8月12日、国防相カール＝ハインツ・ホフマン将軍は国境および東西ベルリン境界の維持・確保を定めた01/1961号命令(Befehl 01/1961)を発令する。第1師団ではこれに基づき、下級編成のうち第1、2、3狙撃兵連隊、第1戦車連隊、第1砲兵大隊、第1工兵連隊などから4,200名の将兵、140両の戦車、200両の装甲兵員輸送車を予備部隊の一部として派遣した。予備部隊として配置されている期間、師団司令部はオラニエンブルクの第1狙撃兵連隊駐屯地内に設置されていた。その後、1961年9月20日に発令された03/1961号命令(Befehl 01/1961)の元、9月22日までに師団の再配置が完了した。

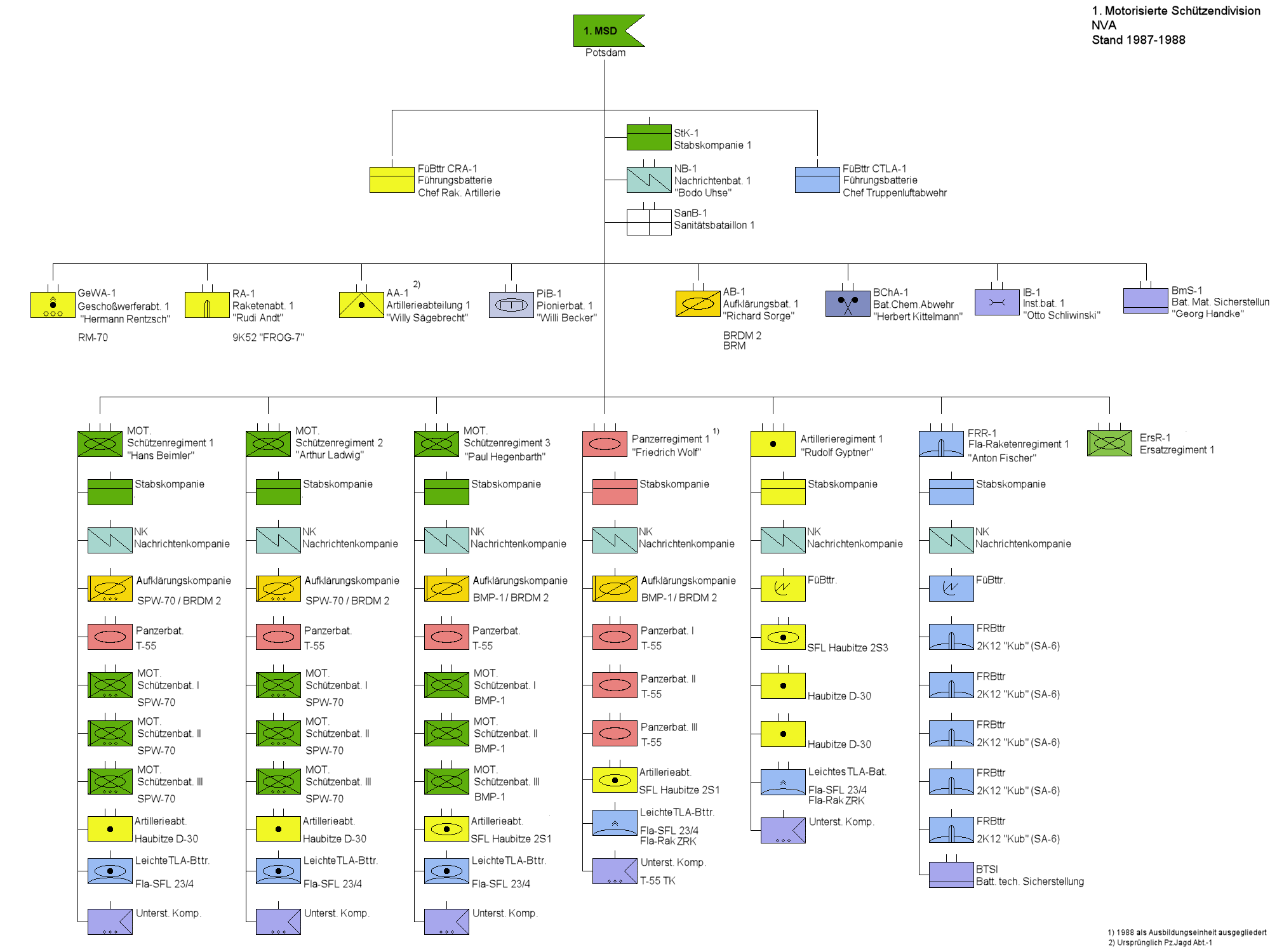
1987年 – 1988年の期間における師団の編成表

### ベルリン特別集団(Besondere Gruppierung Berlin)
有事が宣言された場合、「中心」作戦(Operation Zentrum)なる作戦計画の元、第1師団は戦時編成たるベルリン特別集団(Besondere Gruppierung Berlin)に組み込まれる事になっていた。「中心」作戦は西ベルリンへの侵攻および占領を想定した作戦計画で、「衝撃」作戦(Operation Stoß)や「中央」作戦(Operation Mitte)とも呼ばれた。ベルリン特別集団は第1師団ほか第40砲兵旅団などを含むいくつかの国家人民軍部隊に加えて在独ソ連軍、労働者階級戦闘団、人民警察機動隊、国境警備隊などの部隊から構成され、戦力は将兵約32,000名、戦車400両、装甲車両400両、野砲450門などであった。実際にベルリン特別集団の編成を行う大規模な秘密演習も行われており、1973年の「大会」演習(Turnier)、1985年から1988年の「縁石」演習(Bordkante)がこれに該当する。

### 「壁」の崩壊
1989年11月10日、当局の誤発表を発端とするベルリンの壁崩壊が始まった。第1師団は第40航空突撃連隊などと共に、国境警備隊を支援するべく「壁」へと緊急派遣された。この緊急派遣命令は翌日午後までに解除された。

### 解散
1990年10月3日、ドイツ再統一によりドイツ民主共和国は崩壊し、国家人民軍とドイツ連邦軍（西ドイツ軍）の統合が始まる。第1師団は連邦軍東部司令部(Bundeswehrkommando Ost)に組み込まれた。

## 組織
部隊の構成はソビエト連邦軍の自動車化狙撃兵師団とほぼ同一であったが、戦闘ヘリコプター部隊・戦車部隊の規模はより小さかった。
下級部隊
| 部隊名                                                | 称号                                           | 駐屯地                 |
| ----------------------------------------------------- | ---------------------------------------------- | ---------------------- |
| 第1自動車化狙撃兵連隊 Mot.-Schützenregiment 1         | ハンス・バイムラー                             | オラニエンブルク       |
| 第2自動車化狙撃兵連隊 Mot.-Schützenregiment 2         | アルトゥール・ラートヴィヒ                     | シュターンスドルフ     |
| 第3自動車化狙撃兵連隊 Mot.-Schützenregiment 3         | パウル・ヘーゲンバルト(Paul Hegenbarth)        | ホーエンシュテュッケン |
| 第1戦車連隊 Panzerregiment 1                          | フリードリヒ・ヴォルフ                         | ベーリッツ             |
| 第1砲兵連隊 Artillerieregiment 1                      | ルドルフ・ギュプトナー                         | レーニッツ             |
| 第1高射ロケット連隊 Fla-Raketenregiment 1             | アントン・フィッシャー(Anton Fischer)          | ブリュック             |
| 第1ロケット支隊 Raketenabteilung 1                    | ルディ・アルント                               | グロース・ベーニッツ   |
| 第1ミサイル砲兵支隊 Geschosswerferabteilung 1         | ヘルマン・レンチュ                             | ベーリッツ             |
| 第1偵察大隊 Aufklärungsbataillon 1                    | リヒャルト・ゾルゲ博士                         | ベーリッツ             |
| 第1工兵大隊 Pionierbataillon 1                        | ヴィリー・ベッカー(Willi Becker)               | キルヒメーザー         |
| 第1砲兵支隊 Artillerieabteilung 1                     | ヴィリー・ゼーゲブレヒト                       | ベーリッツ             |
| 第1通信大隊 Nachrichtenbataillon 1                    | ボード・ウーゼ                                 | ポツダム＝アイヒェ     |
| 第1物資管理大隊 Bataillon Materielle Sicherstellung 1 | ゲオルク・ウルリッヒ・ハントケ                 | クロスター・レーニン   |
| 第1修復大隊 Instandsetzungsbataillon 1                | オットー・シュリヴィンスキー(Otto Schliwinski) | ポツダム               |
| 第1化学防護大隊 Bataillon Chemische Abwehr 1          | ヘルベルト・キッテルマン                       | レーニッツ             |
| 第1衛生大隊 Sanitätsbataillon 1                       |                                                | ダムスドルフ           |
| 第1補充連隊 Ersatzregiment 1                          |                                                | ダムスドルフ           |

## 装備

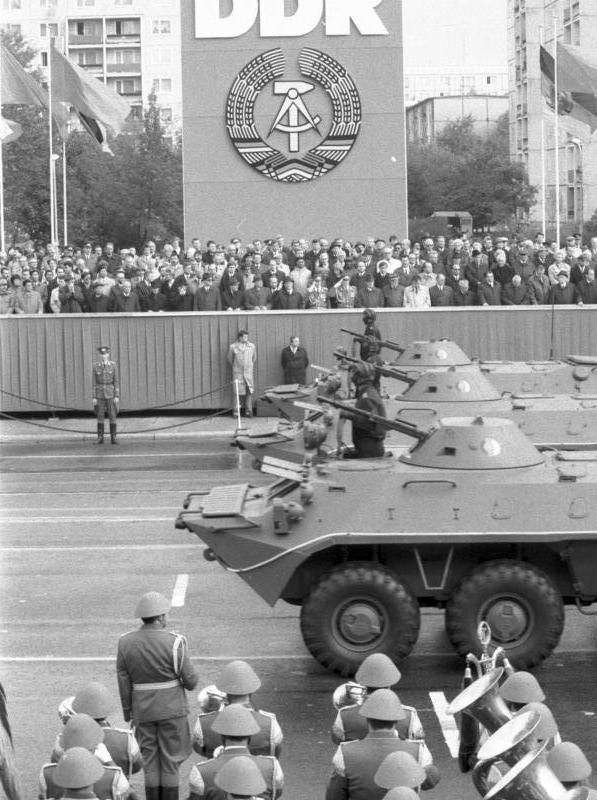
東ベルリンでのパレードに参加した第1自動車化狙撃兵連隊のSPW-70装甲車。（1989年）

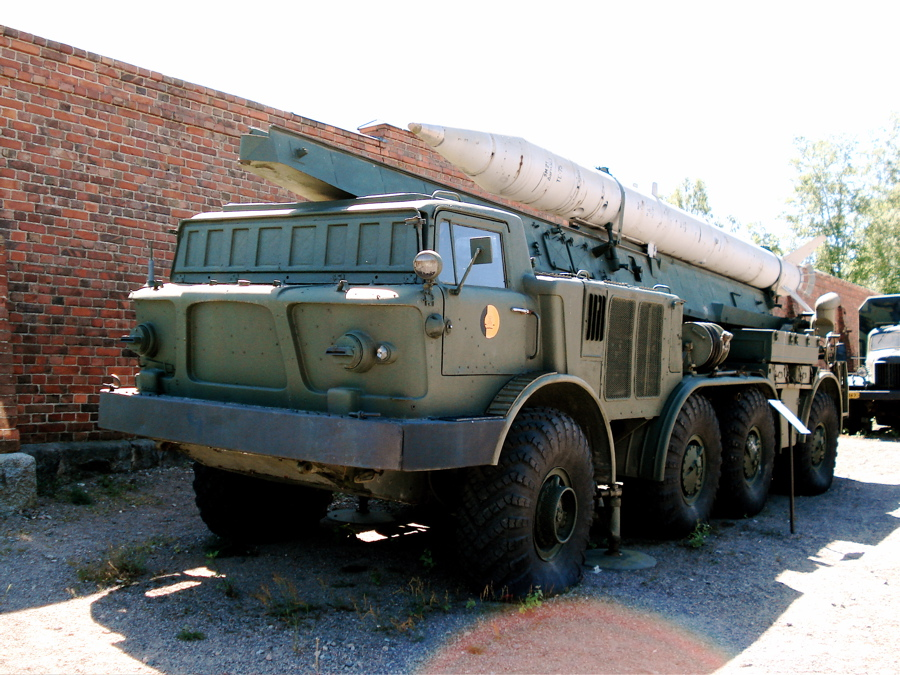
FROG-7B（ルナM）ミサイルの発射機。

第1師団における戦車部隊の主力は1960年代を通してT-34戦車で、1968年3月1日の段階で師団が有する戦車190両の内訳はT-34戦車186両とT-55戦車4両であった。その後、1980年代後半までにほとんどがT-55戦車に更新された。
主力歩兵戦闘車はBTR-152で、これは将兵から「鉄の豚」(Eisenschwein)と通称されていた。その他にもSPW-40P2、SPW-60、SPW-70などが使用された。また1970年代中頃から後半にかけて、第1自動車化狙撃兵連隊ではBMP-1が運用された。
1990年の解散の時点で、第1師団は次の装備を有していた。
- FROG-7ミサイル発射機4両
- T-55戦車214両
- BMP装甲車112両
- SPW装甲車70両
- 野砲およびロケット発射機162門[1]

## 歴代師団長
| 着任時の階級         | 氏名                                           | 任期                           | 備考                               |
| -------------------- | ---------------------------------------------- | ------------------------------ | ---------------------------------- |
| 大佐(Oberst)         | エーリッヒ・イェッケル(Erich Jäckel)           | 1956年4月30日 - 1957年5月13日  |                                    |
| 中佐(Oberstleutnant) | ホルスト・シュテッヒバルト                     | 1957年5月15日 - 1959年5月30日  |                                    |
| 大佐                 | ヘルムート・クレプシュ(Helmut Klebsch)         | 1959年6月1日 - 1959年10月15日  |                                    |
| 大佐                 | レオポルト・ゴットヒルフ                       | 1959年10月15日 - 1963年8月31日 |                                    |
| 中佐                 | ヴァルター・クリュスマン                       | 1963年11月1日 - 1966年10月31日 | 1964年10月7日より大佐。            |
| 大佐                 | ホルスト・シュケーラ                           | 1966年11月1日 - 1969年8月31日  | 1967年3月1日より少将(Generalmajor) |
| 大佐                 | クラウス・ヴィンター(Klaus Winter)             | 1969年9月1日 - 1974年8月31日   | 1972年3月1日より少将               |
| 大佐                 | ホルスト・ツァンダー(Horst Zander)             | 1974年9月1日 - 1978年10月31日  | 1977年10月7日より少将              |
| 大佐                 | ジークフリート・ツァーベルト(Siegfried Zabelt) | 1978年11月1日 - 1983年10月31日 | 1980年10月7日より少将              |
| 大佐                 | ハンス＝ゲオルク・レフラー(Hans-Georg Löffler) | 1983年11月1日 - 1986年9月30日  |                                    |
| 大佐                 | ロルフ・ボグダノフ                             | 1986年10月1日 - 1988年5月31日  |                                    |
| 大佐                 | ペーター・プリーマー(Peter Priemer)            | 1988年6月1日 - 1990年10月2日   |                                    |

## 受章
- 1984年10月1日、第1師団はカール・マルクス勲章を授与されている[12]。